# Shibateranthis sibirica
Shibateranthis sibirica là một loài thực vật có hoa trong họ Mao lương. Loài này được Nakai miêu tả khoa học đầu tiên.